# 8 Armia Pancerna (ZSRR)
8 Armia Pancerna odznaczona Orderem Czerwonego Sztandaru (ros. 8-я Краснознамённая танковая армия) – radziecka, a następnie rosyjska armia pancerna istniejąca w latach 1957–1993.
8 Armia Pancerna powstała z przekształcenia 8 Armii Zmechanizowanej w 1957. 15 stycznia 1974 została nagrodzona Orderem Czerwonego Sztandaru
1 grudnia 1993 przeformowana w 8 Korpus Armijny Ukrainy.

## Struktura organizacyjna
w 1990
w składzie Przykarpackiego Okręgu Wojskowego
- 23 Dywizja Pancerna[a]
- 30 Dywizja Pancerna[a]
- 199 Brygada Rakiet Operacyjno-Taktycznych
- 138 Brygada Rakiet Przeciwlotniczych
- 88 Brygada Zaopatrzenia
- 513 pułk śmigłowców bojowych
- 441 pułk śmigłowców bojowych
- 379 pułk BSR
- 93 pułk łączności